# Размышления над Февральской революцией
«Размышле́ния над Февра́льской револю́цией» — статья Александра Солженицына о Февральской революции 1917 года, впервые опубликованная в журнале «Москва» в 1995 году, затем (в том же году) в трёхтомнике «Публицистика» и «Российской газете» 27 февраля 2007 года.
Статья вызвала многочисленные обсуждения и отклики (как положительные, так и отрицательные), в том числе, А. А. Кара-Мурзы, В. П. Лукина, В. П. Маслова, А. А. Проханова, А. Н. Сахарова, А. С. Ципко и многих других.

## История написания
Текст, составивший эту статью, был написан в 1980 — 1983 гг. для исторической эпопеи «Красное колесо» и представлял собой четыре обзорных главы, завершавшие соответствующие тома «Марта Семнадцатого». Впоследствии автор решил «отделить чёткие выводы от художественной ткани» и опубликовать их когда-нибудь отдельно. Основное содержание статьи связано со следующими вопросами: «ответственность монарха за судьбу вверенного ему народа, критерий оценки нравственности и безнравственности высшей власти, роль российских либералов в крушении Империи» и другими.

Хотя уже сорок лет я готовился писать о революции в России, вот в 1976 наступало сорок лет от первого замысла книги, — я только теперь, в Гувере, — в большом объёме, в неожидаемой шири — получил, перещупывал, заглатывал материал. Только теперь обильно его узнавал — и, по мере как узнавал, происходил умственный поворот, какого я не ждал. <…>
Я был сотрясён. Не то чтобы до сих пор я был ревностный приверженец Февральской революции или поклонник идей её, секулярный гуманист, — но всё же сорок лет я тащил на себе всеобще принятое представление, что в Феврале Россия достигла свободы, желанной поколениями, и вся справедливо ликовала, и нежно колыхала эту свободу, однако, увы, увы — всего восемь месяцев, из-за одних лишь злодеев-большевиков, которые всю свободу потопили в крови и повернули страну к гибели. А теперь я с ошеломлением и уже омерзением открывал, какой низостью, подлостью, лицемерием, рабским всеединством, подавлением инодумающих были отмечены, иссоставлены первые же, самые «великие» дни этой будто бы светоносной революции, и какими мутными газетными помоями это всё умывалось ежедневно. Неотвратимая потерянность России — зазияла уже в первые дни марта. Временное правительство оказалось ещё ничтожнее, чем его изображали большевики.